# ادیتا شویانووا
ادیتا شویانووا (چکی: Edita Šujanová؛ زادهٔ ۲۳ مهٔ ۱۹۸۵) بازیکن بسکتبال زن اهل جمهوری چک است. وی در بازی‌های المپیک تابستانی ۲۰۰۸ شرکت کرده‌است.